# Mahō no Ryōri (Kimi Kara Kimi e)
«Mahō no Ryōri (Kimi kara Kimi e)» (魔法の料理 ～君から君へ～ Cocina Mágica ~De ti para ti~?) es el decimoséptimo sencillo de Bump of Chicken, lanzado el 21 de abril de 2010 justo una semana después del sencillo anterior Happy. Fue escrito justo antes de que Fujiwara cumpliera los 30, basado en el concepto de él hablándole a su yo más joven, incluyendo las experiencias de primera mano. También fue utilizado por la NHK en Minna no Uta, entre abril y mayo de 2010. El sencillo debutó número uno en el Oricon Daily Charts y también en el Oricon Weekly Charts con una venta de 104.492 copias.

## Lista de pistas
1. "Mahō no Ryōri ~Kimi kara Kimi e~" (魔法の料理 ～君から君へ～ Cocina Mágica ~De ti para ti~?) - 6.22
2. "Kyaraban" (キャラバン Caravana?) - 4:35
3. "Sannin no Ojisan" (三人のおじさん Los tres Viejos?) (pista oculta)

## Posicionamiento
| Listas                      | Máxima Posición |
| --------------------------- | --------------- |
| Oricon Daily Charts         | 1               |
| Oricon Weekly Charts        | 1               |
| Oricon Monthly Charts       | 2               |
| 2010 Oricon Top 100 Singles | -               |

Ventas totales reportadas: 126.086[cita requerida]